# Тарбеклаас
Стеко́льный завод «Та́рбеклаас» (эст. klaasitehas «Tarbeklaas») — завод, действовавший с 1940 по 1994 год в Таллине, Эстония и производивший изделия из стекла и арматурное стекло. Был известен как предприятие, изготовляющее качественную стеклянную посуду с оригинальным дизайном. Продукция завода пользовалась большим спросом на территории Советского Союза, а также поставлялась за его пределы. Адрес завода: Таллин, ул. Марати, 12.

## История
Предшественником завода считается работавшая в Таллине в 1934—1940 годах стекольная фабрика Иоханнеса Лорупа (Johannes Lorup, 1901, д. Вальма, Старо-Теннасильмская волость, Российская империя — 1943, д. Сосьва, Свердловская область, РСФСР). После присоединения Эстонии к СССР завод был национализирован и получил название Стекольный завод «Тарбеклаас». В 1990 году завод стал Государственным акционерным обществом «Тарбеклаас» (эст. RAS Tarbeklaas и проработал до 1994 года).

### Стекольная фабрика Иоханнеса Лорупа
В 1924 году Иоханнес Лоруп арендовал заброшенный стекольный завод в деревне Мелески уезда Вильяндимаа, который в период своего расцвета был крупнейшим производителем стекла в Российской империи в XIX веке. Лоруп провёл модернизацию производства и его работа имела успех. В 1933 году был начат перенос производства в более выгодный с точки зрения местоположения Таллин, где на полуострове Копли Лоруп арендовал производственные помещения бывшего  судостроительного завода Беккера. На новое производство перешли и более сотни работников мастерских Мелески. В январе 1934 года была выпущена первая продукция. Фабрика Лорупа выпускала посуду, бутылки, стекло для ламп и фонарей, изоляторы и пр., а с 1935 года —также и изделия из хрусталя. Лоруп продавал свою продукцию стекло не только в Эстонии, но и в США, Великобритании, Египте, Германии, Израиле и Турции. С 1939 года дела на фабрике шли не очень хорошо, были трудности с получением сырья и сбытом продукции.

### Стекольный завод «Тарбеклаас»

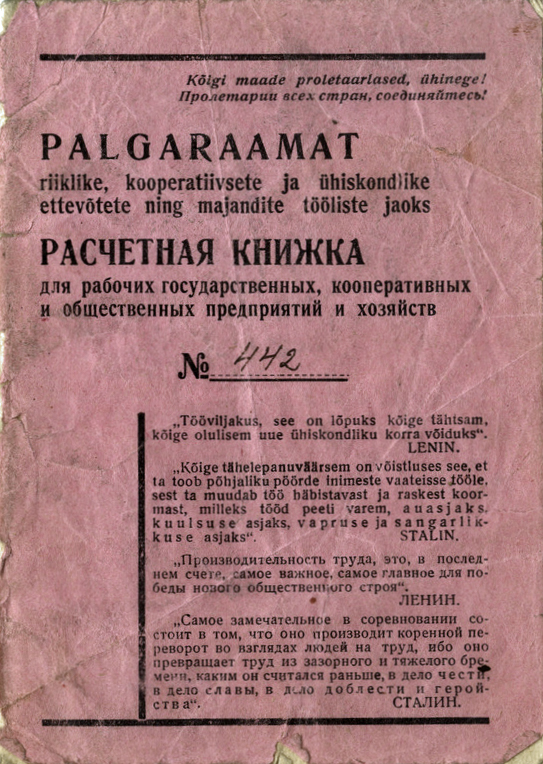
Расчётная книжка работника завода «Тарбеклаас», 1941 год

В 1940 году, с установлением в Эстонии советской власти, на общем собрании работников фабрики стекольное производство Лорупа было переименовано в стекольный завод «Тарбеклаас», т. к. основной упор в производстве делался на изготовлении продукции утилитарного назначения,  — отсюда и название завода, которое можно перевести с эстонского языка как «потребительское стекло». С началом германской оккупации завод продолжал работать, но со временем производство остановилось. Деятельность завода возобновилась в 1944 году, тогда же началась работа по модернизации производства. Велась серьёзная работа по улучшению качества выпускаемой продукции. К началу 1950-х годов многие технические проблемы удалось решить, однако в периодических изданиях того времени довольно часто поднимался вопрос о художественной составляющей продукции завода. Даже к 1957 году бо́льшая часть посуды, выпускаемой заводом «Тарбеклаас», была из перечня ГОСТа, утверждённого в 1941 году, и альбома эскизов, выпущенного в 1951 году Главным управлением стекольной промышленности СССР, которые не отвечали запросам времени и слабо вписывались в общую стилистику эстонского прикладного искусства.  

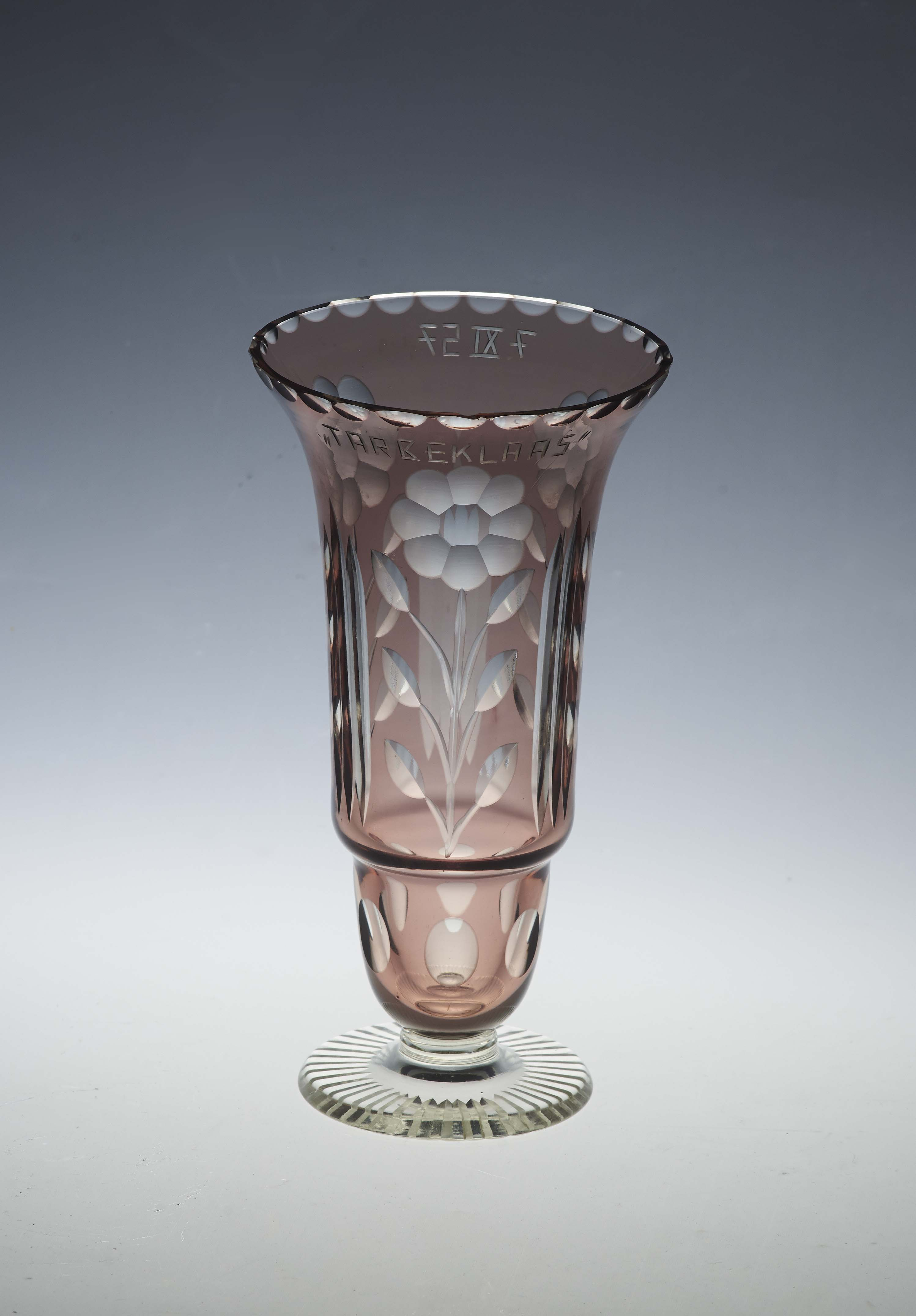
Ваза (1957), Хельга Кырге

В 1953 году, после завершения института, на завод художником была направлена Хельга Кырге, которая стала первым специально обученным художником в эстонской стекольной промышленности. Однако это не принесло быстрых изменений, т. к. поначалу она встретила сопротивление: «как в администрации, так и среди рабочих эскизы и экспериментальные работы Хельги Кыгре воспринимали как хлопотную и бесполезную помеху». Со временем отношение к её работе на заводе поменялось, но за всё новое по прежнему приходилось «сражаться» , так как помимо согласования на заводе новые дизайны также требовали одобрения соответствующих министерств и согласования цены, что занимало время. Так в журнале «Советская женщина» (эст. Nõukogude naine) был приведён пример бюрократических сложностей на примере эскиза пепельниц. Хельга Кырге представила эскизы пепельниц директору завода в январе 1955 года, в сентябре того же года было получено подтверждение от Министерства легкой промышленности ЭССР, во второй половине 1956 года пришло подтверждение из эстонского отделения Всесоюзной торговой палаты, на момент написания статьи в 1957 году ещё ожидалось согласование цены от Министерства легкой промышленности СССР.
В 1955 году гравёрами на завод направили Инги Вахер и Мирьям Маасикас. В их лице Хельга Кырге получила поддержку, и общими усилиями они разработали новый облик и общую стилистику для изделий «Тарбеклаас». К началу 1960-х годов удалось внедрить в производство достаточно образцов новой продукции, чтобы коренным образом изменить облик выпускаемых заводом изделий.
В феврале 1963 года на заводе произошёл пожар, который причинил серьезный материальный ущерб, в огне погибла и большая часть документации завода. Производство было восстановлено в марте того же года с использованием временных решений, однако полное восстановление пострадавших от огня помещений было завершено только к концу года.
В 1973 году было произведено на 2 млн. рублей стеклянной посуды, 5,8 млн. парфюмерных флаконов и 27 млн. технических бутылок, 701,7 тыс. шт. осветительного арматурного стекла.
Директор завода в 1972 году — Манго Альтерманн (Mango Altermann), директор с 1979 года — Тыну Роонди (Tõnu Roondi).
В 1979 году численность персонала завода составляла 742 человека.
После распада СССР «Тарбеклаас» ещё несколько лет работал в качестве государственного предприятия, а в 1994 году был приватизирован.

Производственный процесс на заводе «Тарбеклаас», 1985 год
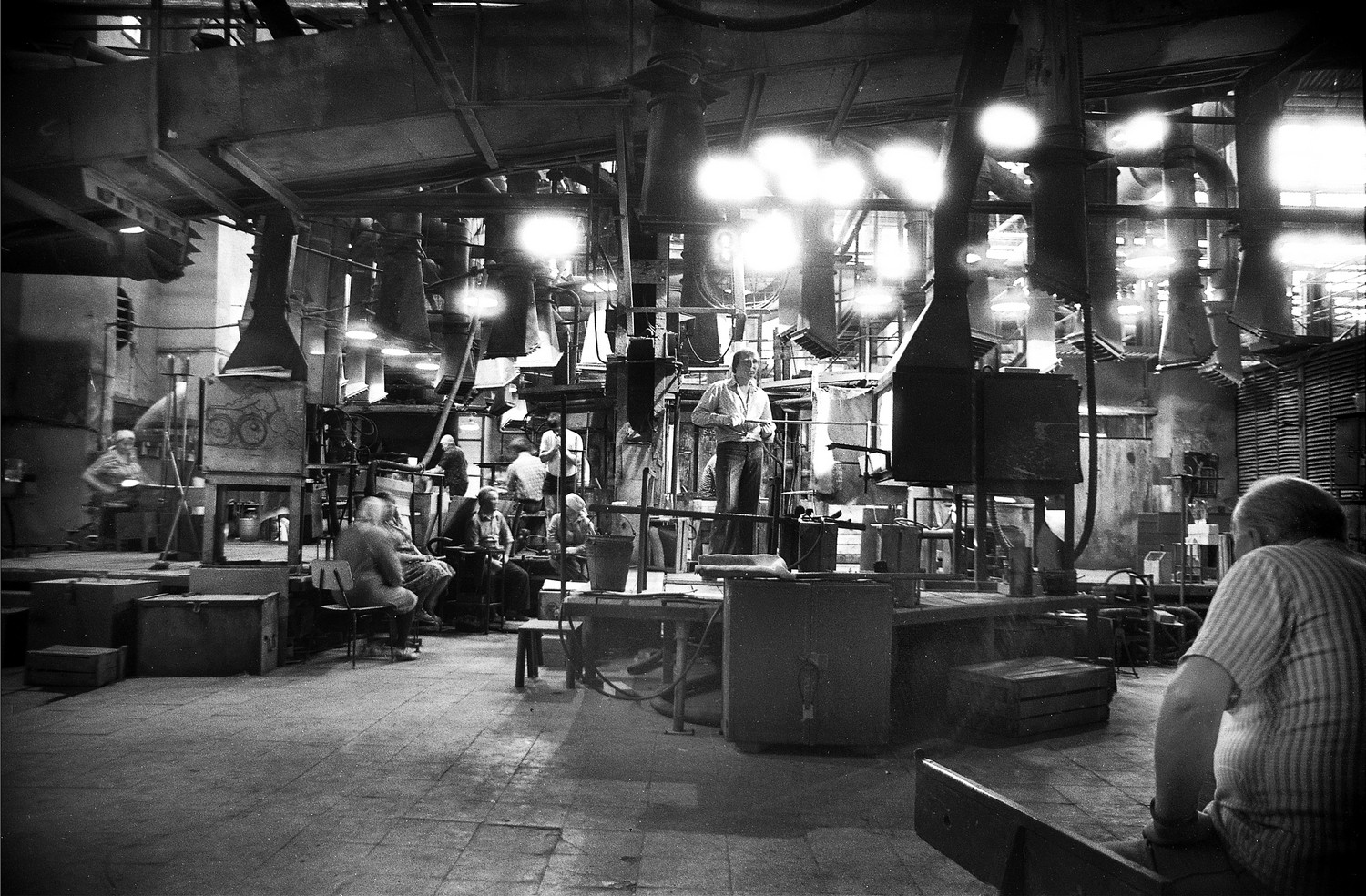
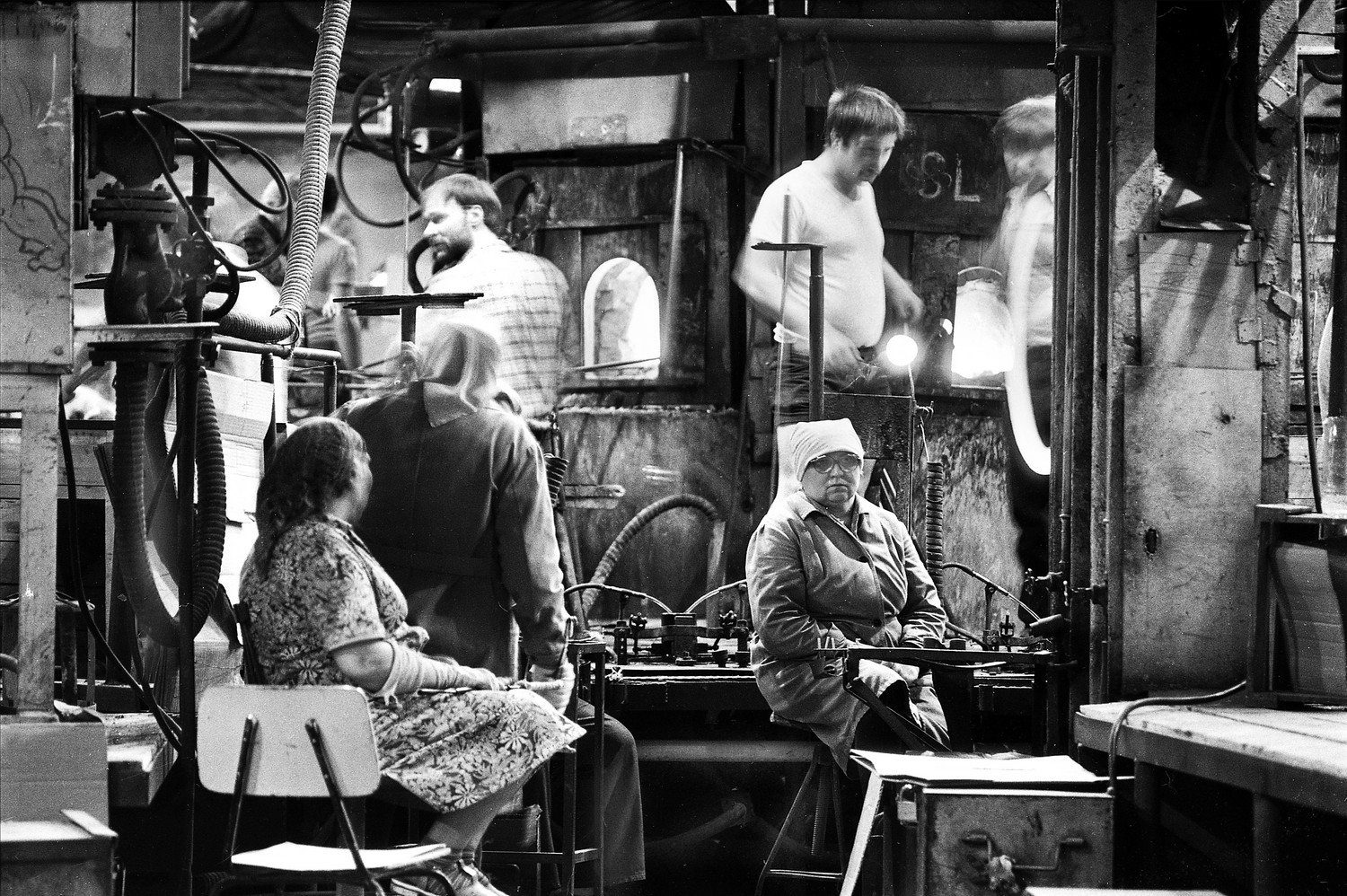
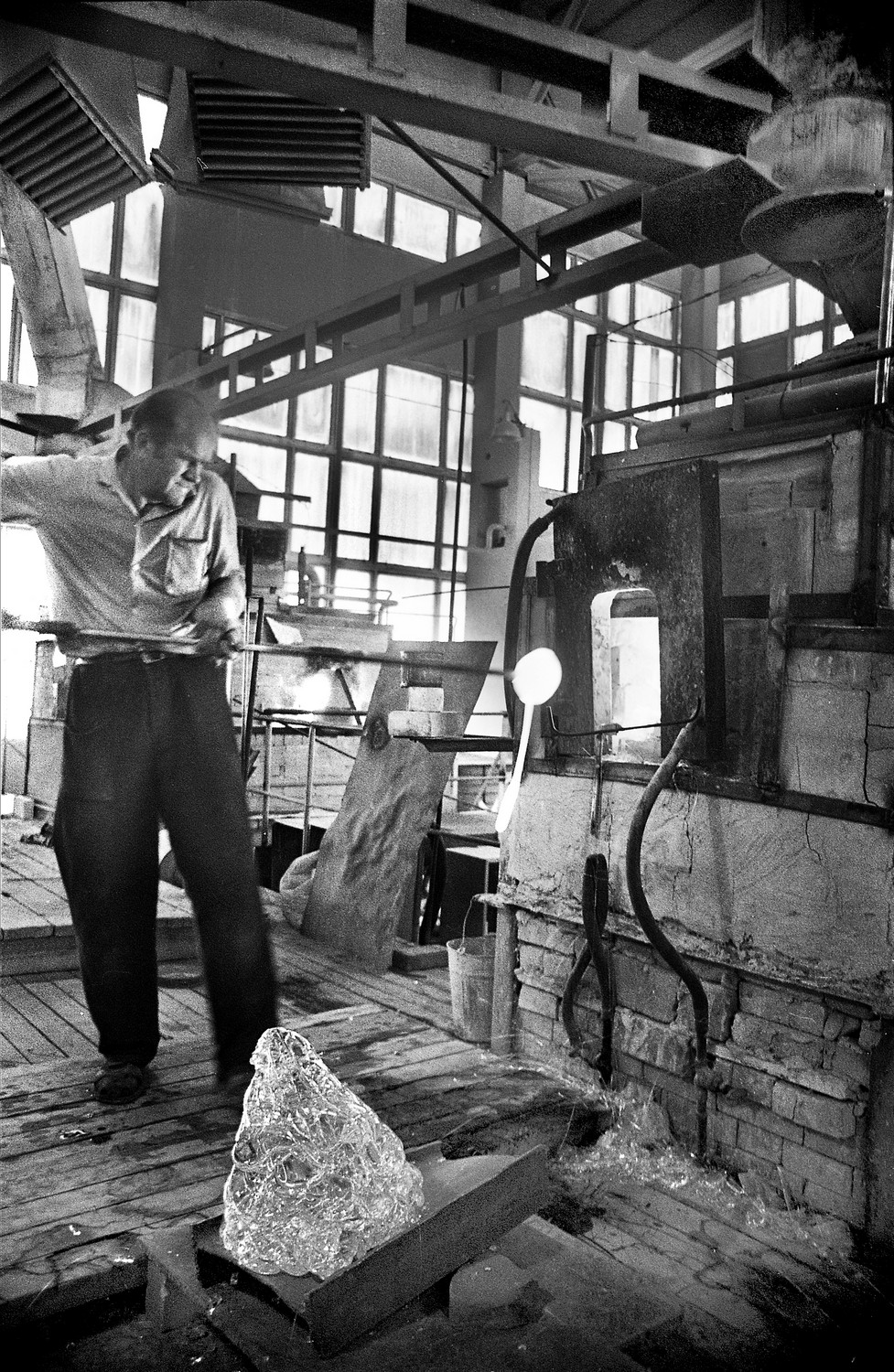
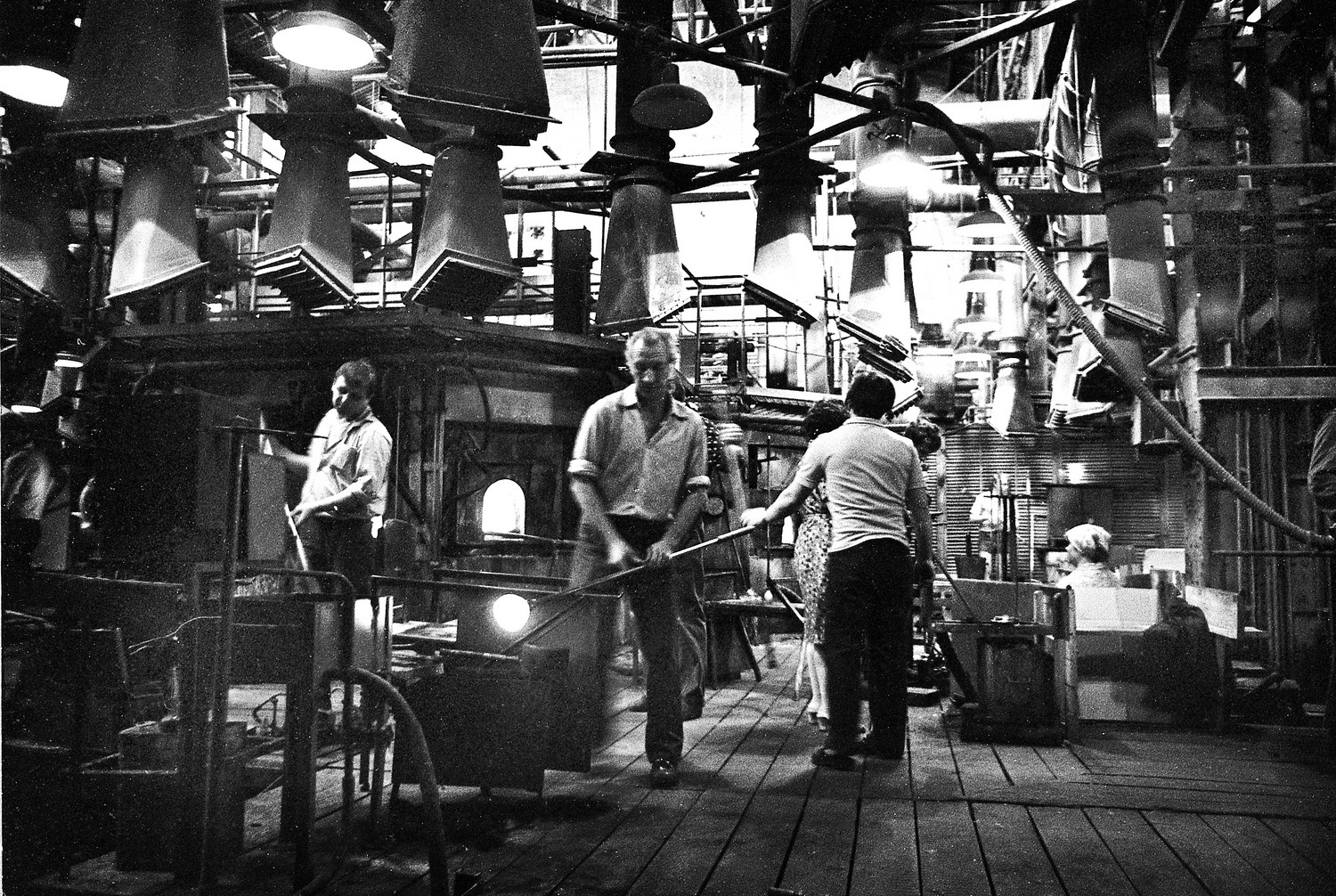
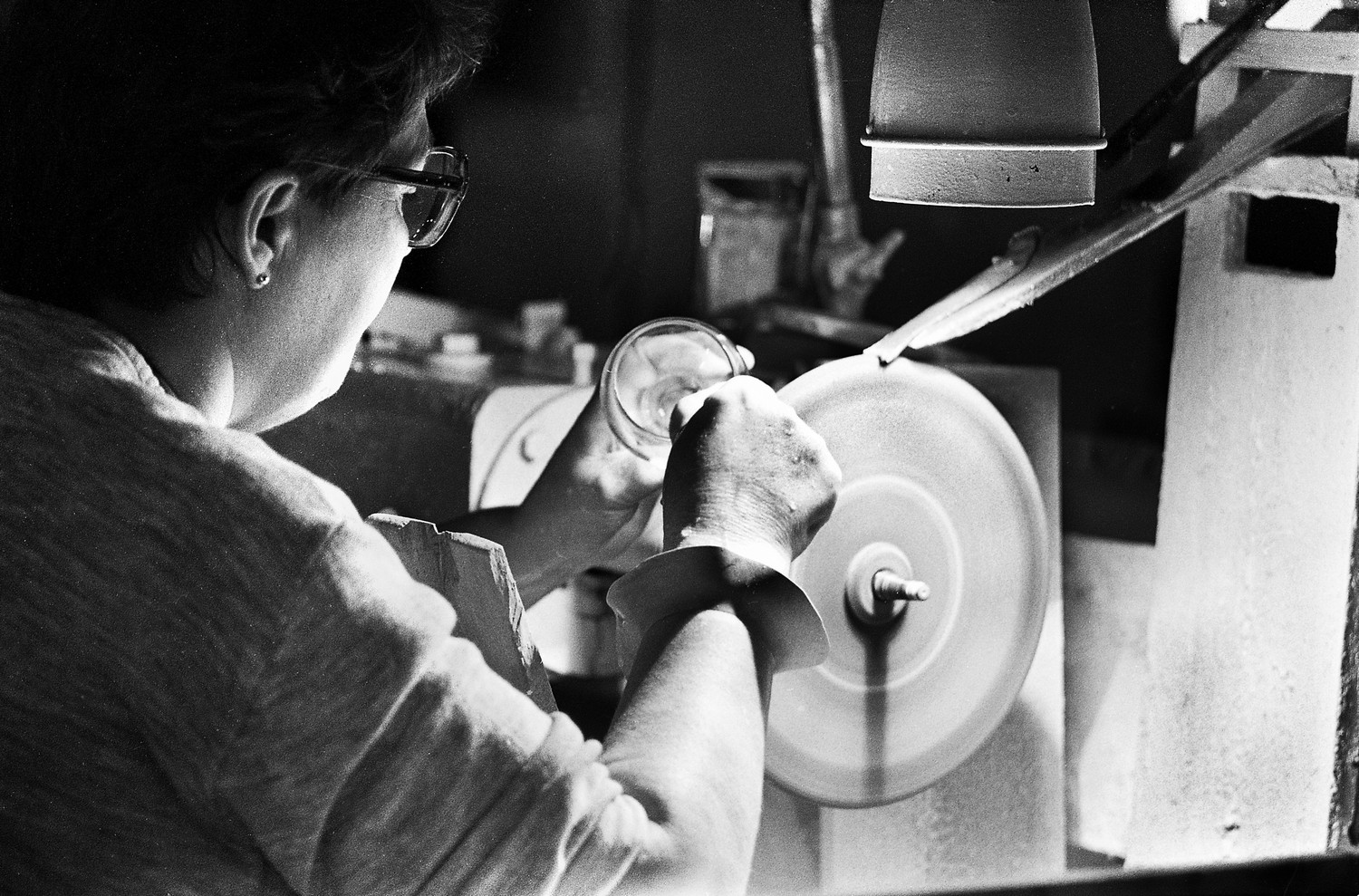
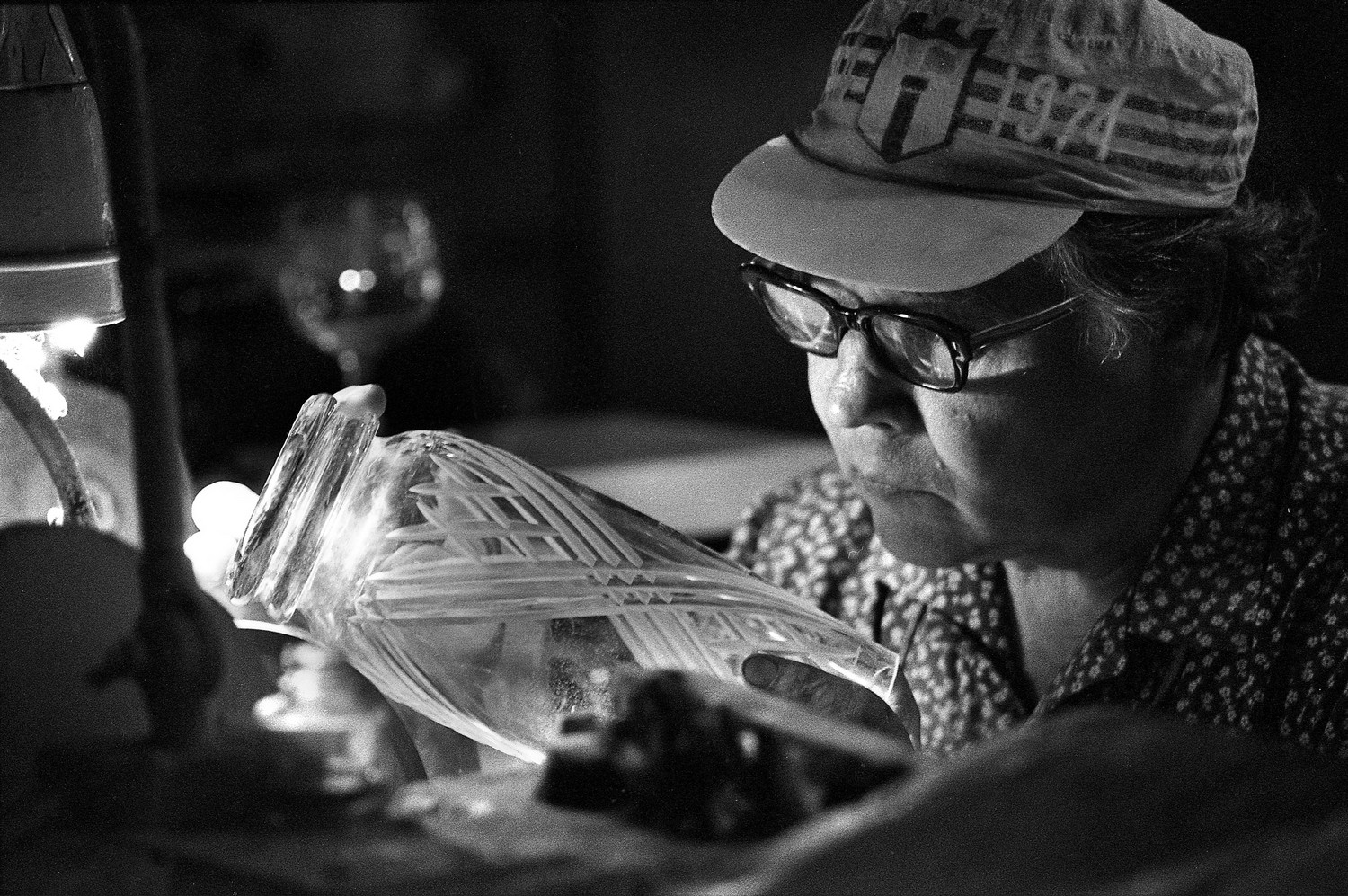
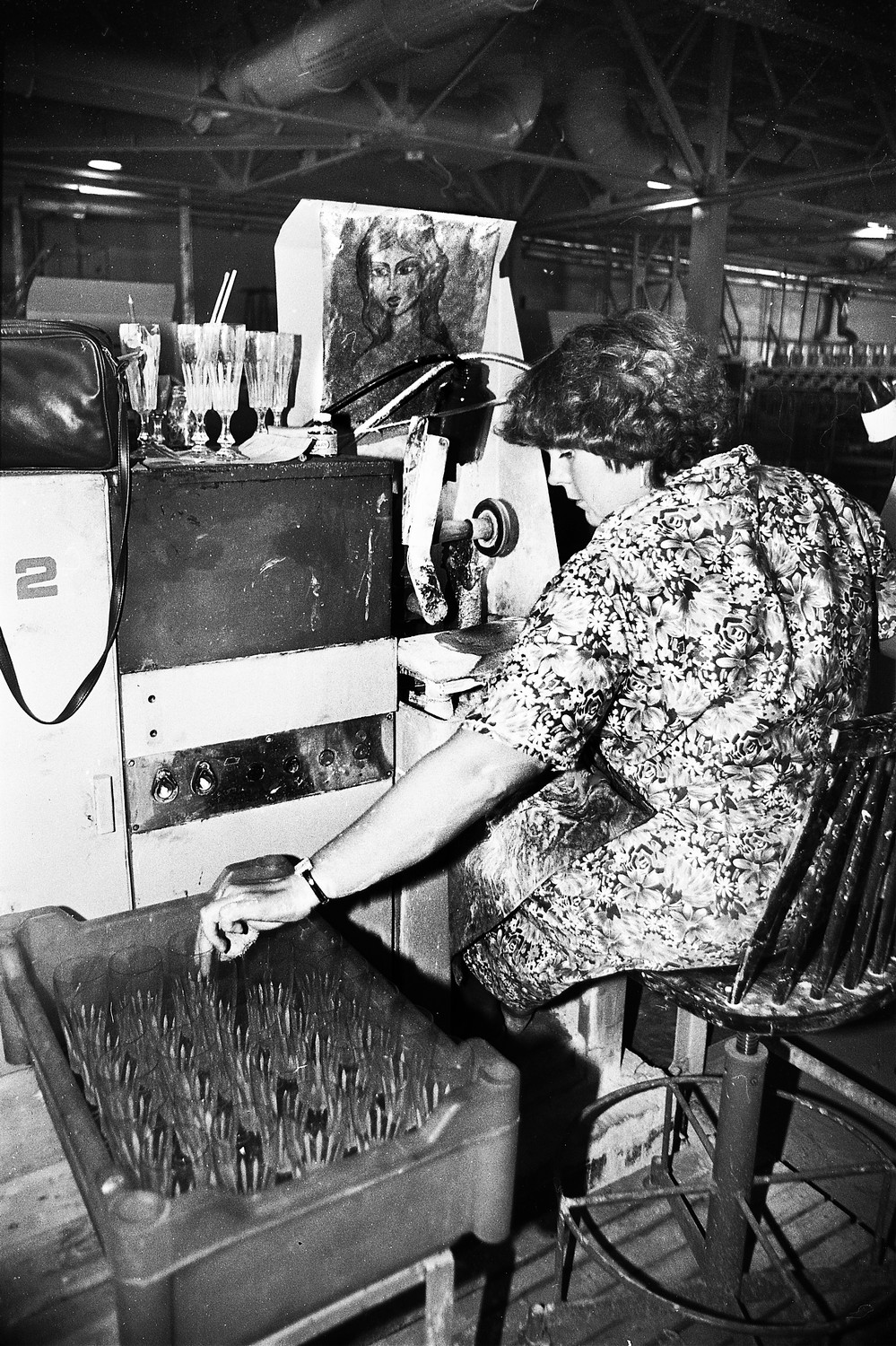
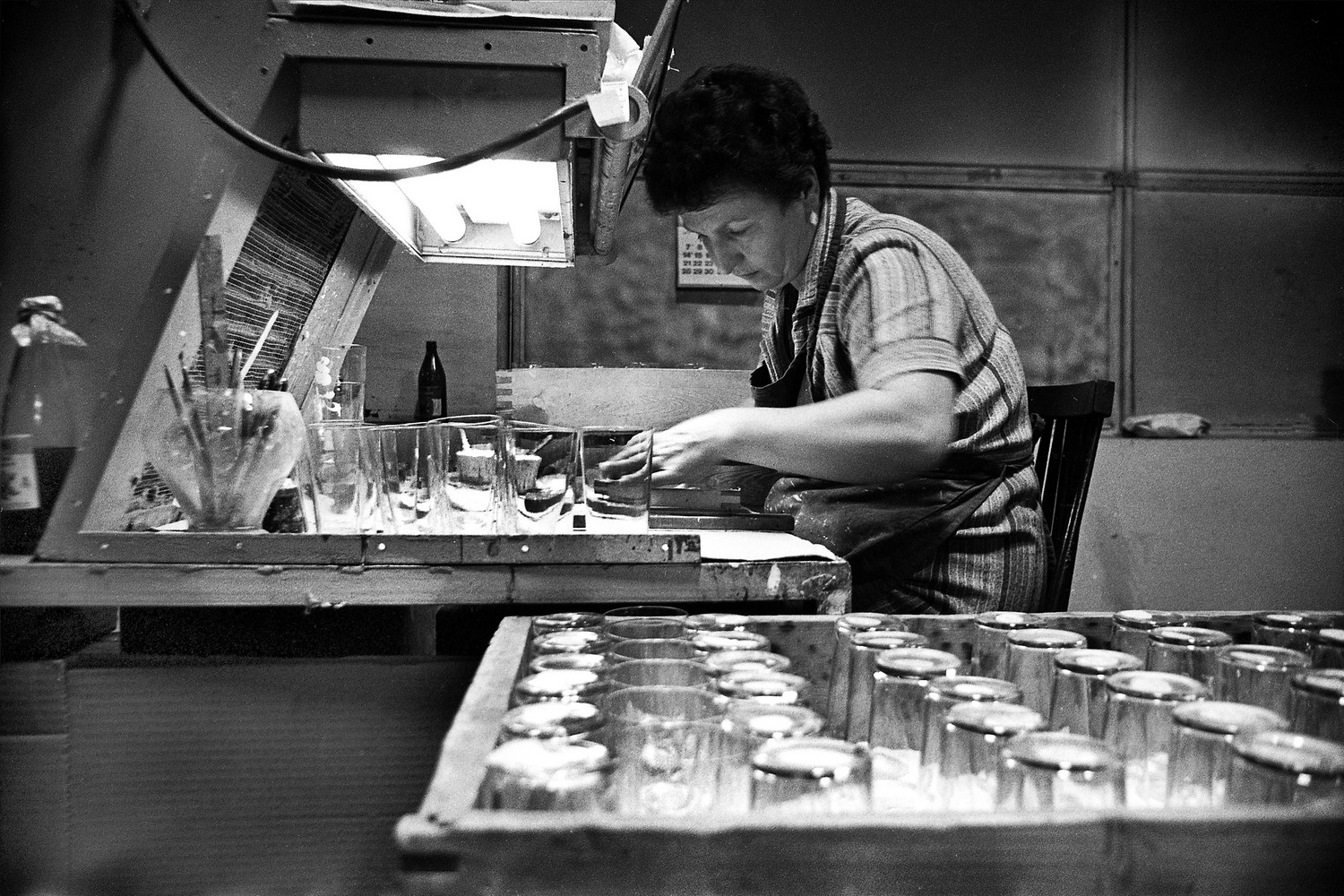
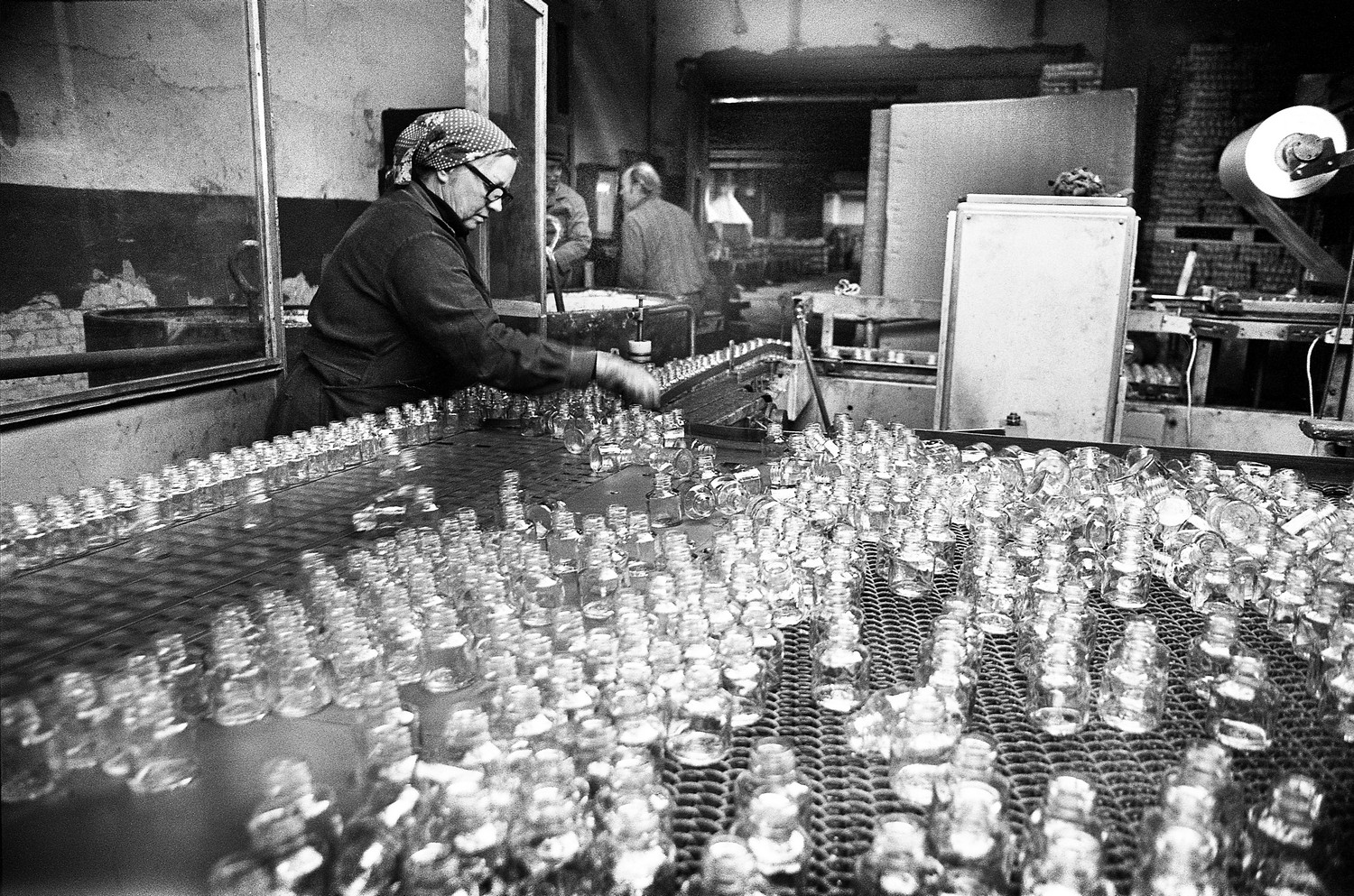
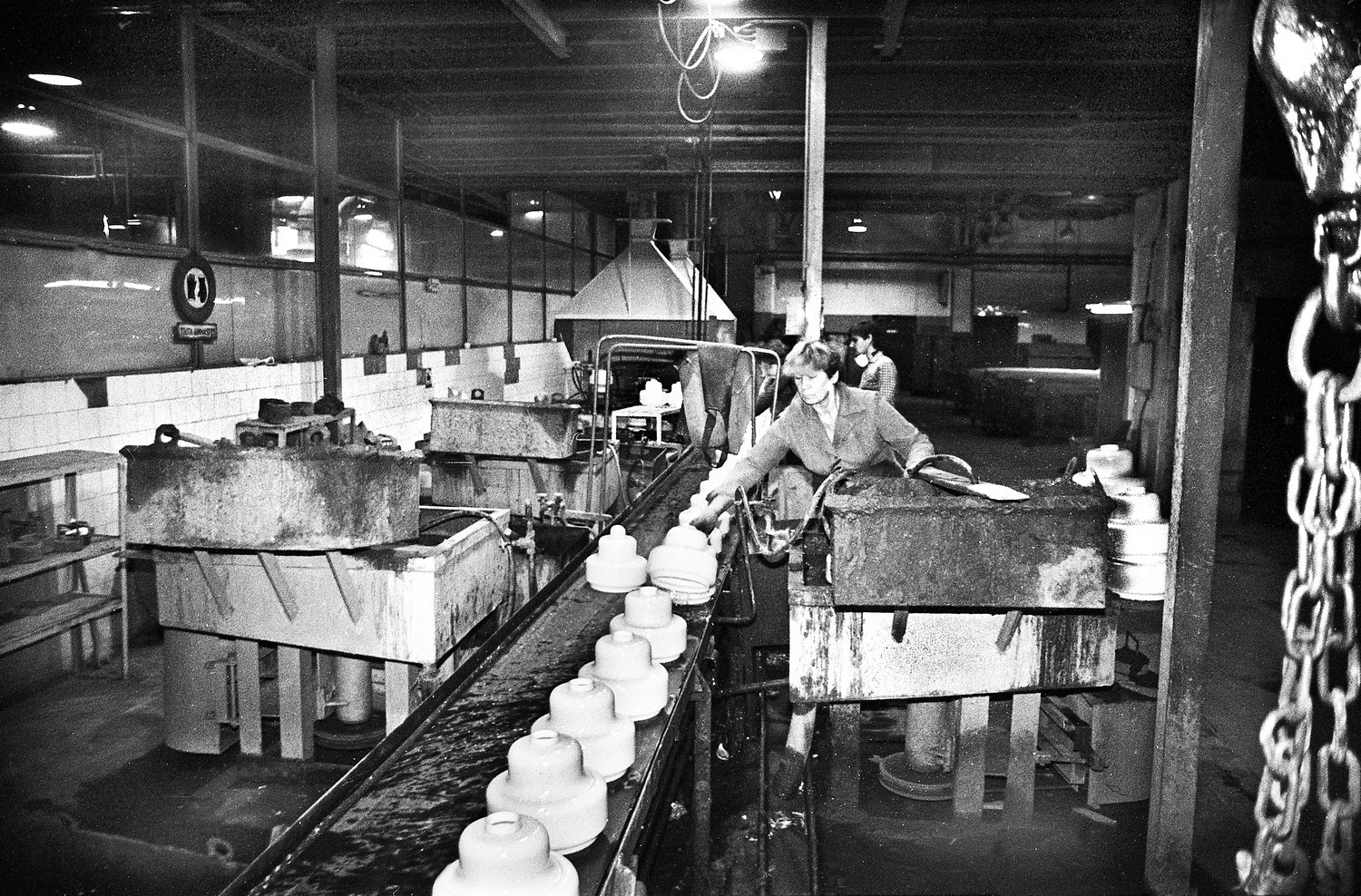

### После приватизации завода
В 1994 году на материально-технической базе завода «Тарбеклаас» было создано акционерное общество «Сканкристалл» (эст. Skankristall AS). Часть мастеров стекольного дела с «Тарбеклааса» продолжили работать при новых владельцах. Продукция продавалась под брендами Skankristall и Lorup. Объём выпускаемой продукции значительно сократился, поменялся ассортимент. Промышленное производство было прекращено в 2007 году.
6 июня 2006 года было создано предприятие «Glasstone» (эст. Glasstone OÜ с 04.05.2006, до 27.06.2005 — Sandomir OÜ, до 03.05.2006 — «Glaston Glass OÜ»). В эстонских бизнес-регистрах его основным видом деятельности указана розничная торговля стеклянной посудой ручного производства, число работников с 2015 по 2023 год — 1 человек. Бренд Glassstone существует с 2005 года, когда в помещениях бывшего «Тарбеклааса» открылся магазин стеклянной посуды и декоративных изделий из стекла. На своём сайте «Glasstone» позиционирует себя как нишевого производителя высококачественного стекла ручной работы, продолжающего наследие, оставленное фабрикой Лорупа и заводом «Тарбеклаас», и использующего многие дизайны 1930-х годов.
Бо́льшая часть комплекса, который занимал завод «Тарбеклаас» на полуострове Копли, была снесена, и по решению горуправы Таллина от 2009 года ведётся работа по переориентации района из промышленного в жилой.

## Художники завода
Первым художником завода «Тарбекласс» была Хельга Кырге. Когда в 1960 году были созданы дополнительные должности для художников, Хельга Кырге была назначена главным художником. Художниками на заводе также работали Инги Вахер, Мирьям Маасикас, Пильви Оямаа и Эйно Мяэльт, Тийа-Лена Вильде, Пеэтер Рудаш, Вольдемар Сойвер, Михаил Мишалагин. С 1980 по 1983 год главным художником завода была Эльве Таутс (Elve Tauts).

## Продукция завода
В 1973 году завод выпускал 190 видов изделий из стекла. В 1990 году перечень посуды и художественно-декоративных изделий из стекла, выпускаемых заводом, насчитывал более 300 наименований. На заводе производили изделия, выдутые вручную, посуду, изготовляемую на автоматизированной производственной линии, а также посредством прессования и посуду, изготовленную методом центробежного литья. Изделия изготавливались из бесцветного и цветного стекла с гладкой и декоративной поверхностями. Больше всего посуды из цветного стекла производилось из так называемого дымчатого стекла, а также зелёного и розового стекла. В декоре использовались техники шлифовки и гравировки, а также роспись по стеклу и деколь. При изготовлении единичных художественных изделий использовалось цветное стекло.
Продукция завода продавалась не только в Эстонии, она пользовалась большим спросом и в других республиках Советского Союза. В 1980-х годах завод также выполнял заказы для стран Европы и Северных стран. К 1984 году продукция завода экспортировалась в более чем 20 зарубежных стран.
После ликвидации предприятия «Сканкристалл» большая коллекция образцов продукции «Тарбеклаас» была передана в дар эстонскому музею прикладного искусства, Эстонскому историческому музею и Таллинскому городскому музею. Изделия завода «Тарбеклаас» экспонируются также в Музее стекла в Ярваканди.
В настоящее время продукция «Тарбеклааса» высоко ценится в Эстонии; за иную вазу коллекционеры готовы заплатить несколько сотен евро. На рынке встречаются также подделки, продаваемые под знаком Tarbeklaas.

## Галерея

Продукция завода «Тарбеклаас»
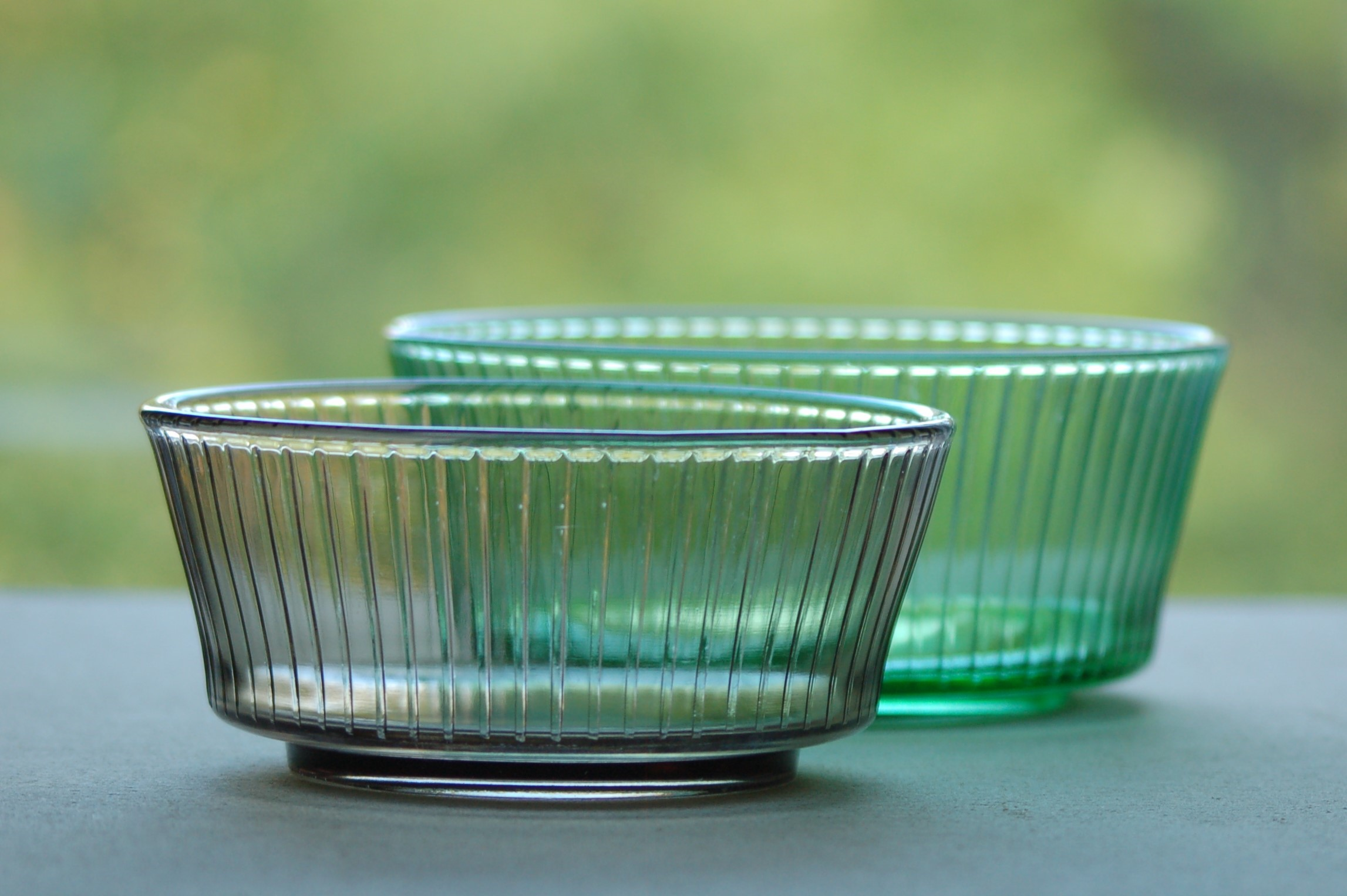
Салатницы, Мирьям Маасикас
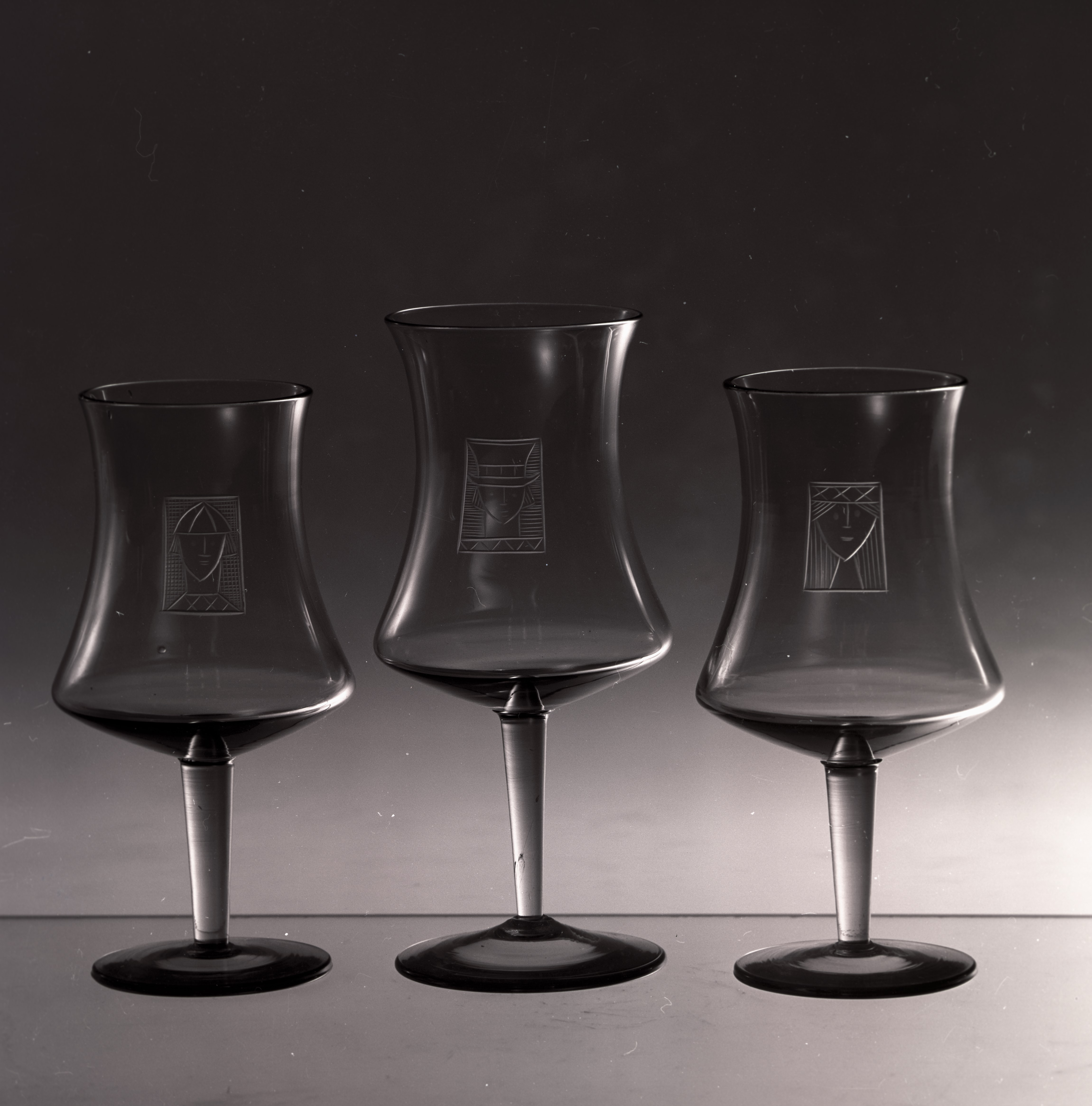
Сувенирные бокалы «Лицо», Инги Вахер
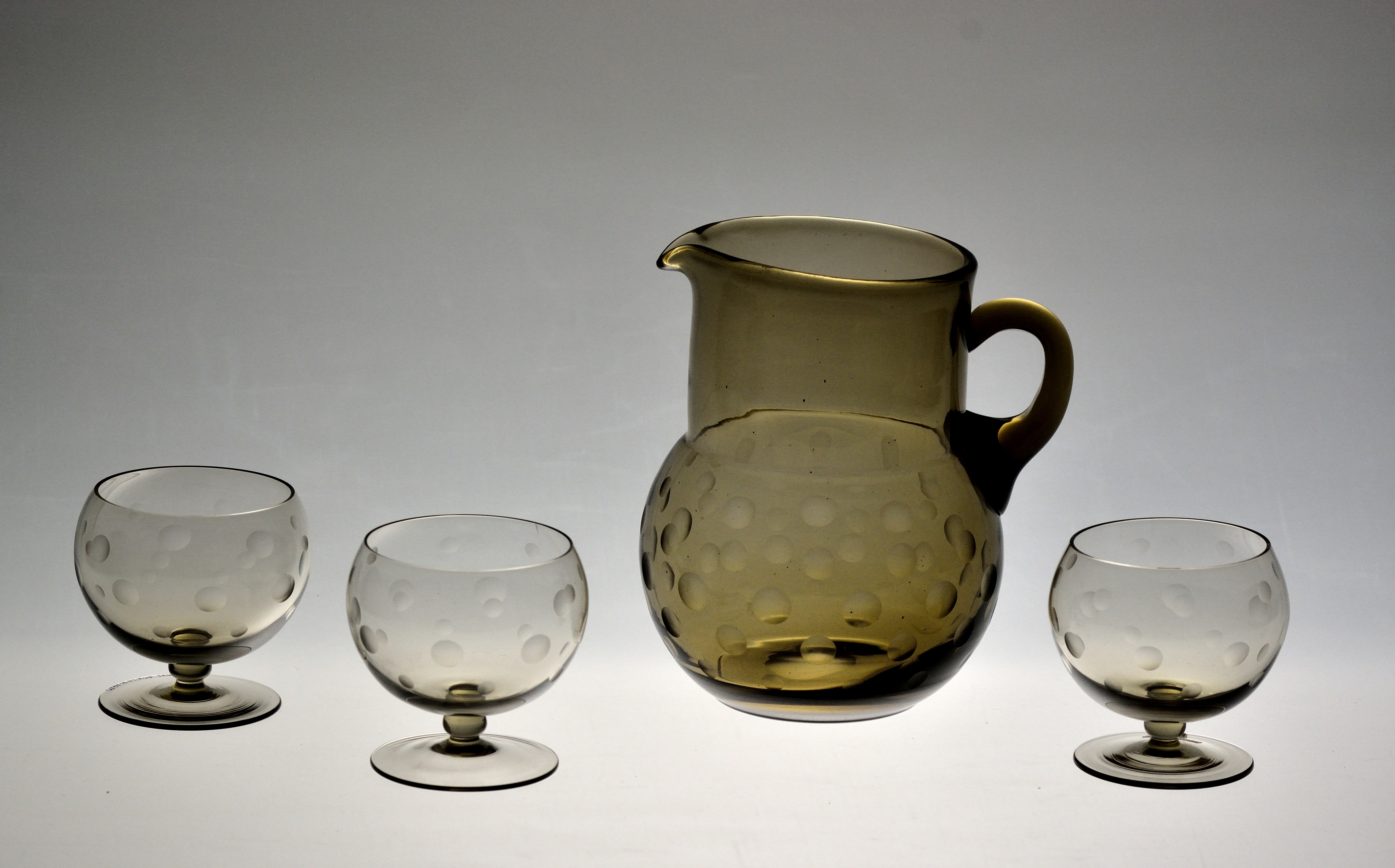
Бокалы и кувшин для морса «Космос» (1970-е годы), Хельга Кырге
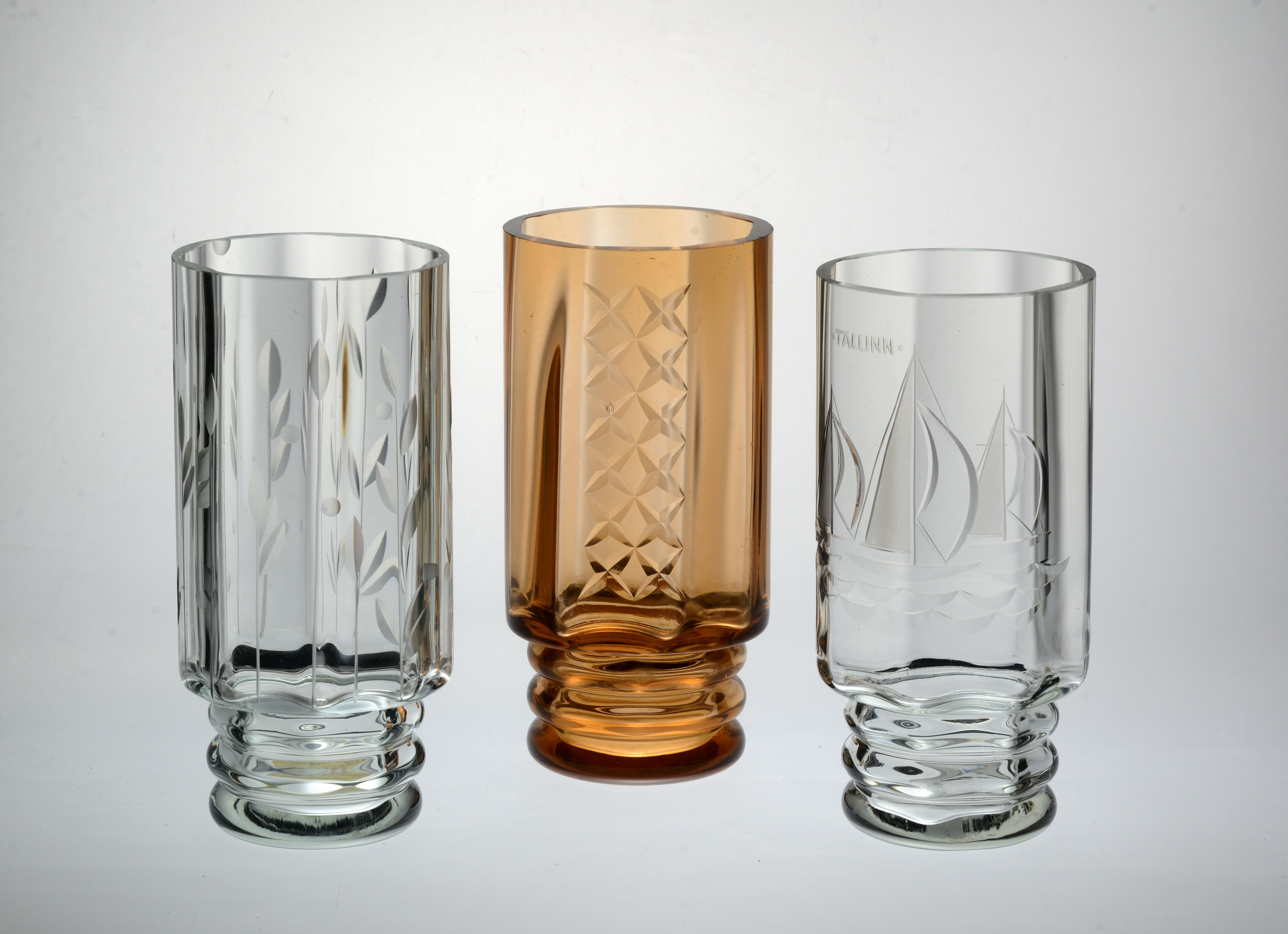
Вазы «Октябрь» (1970-е годы), Хельга Кырге
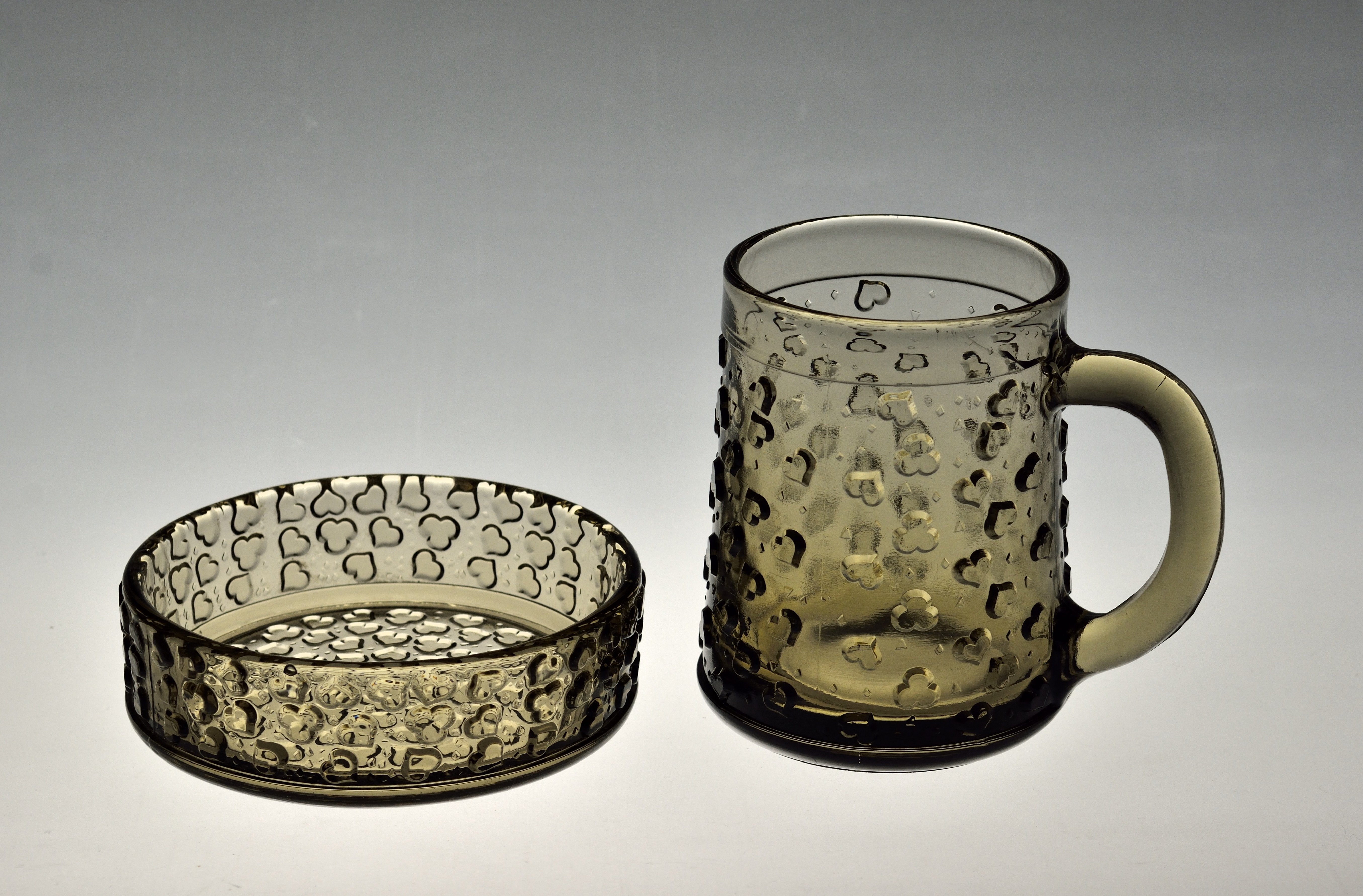
Пепельница и пивная кружка «Паяц» (1981), Хельга Кырге
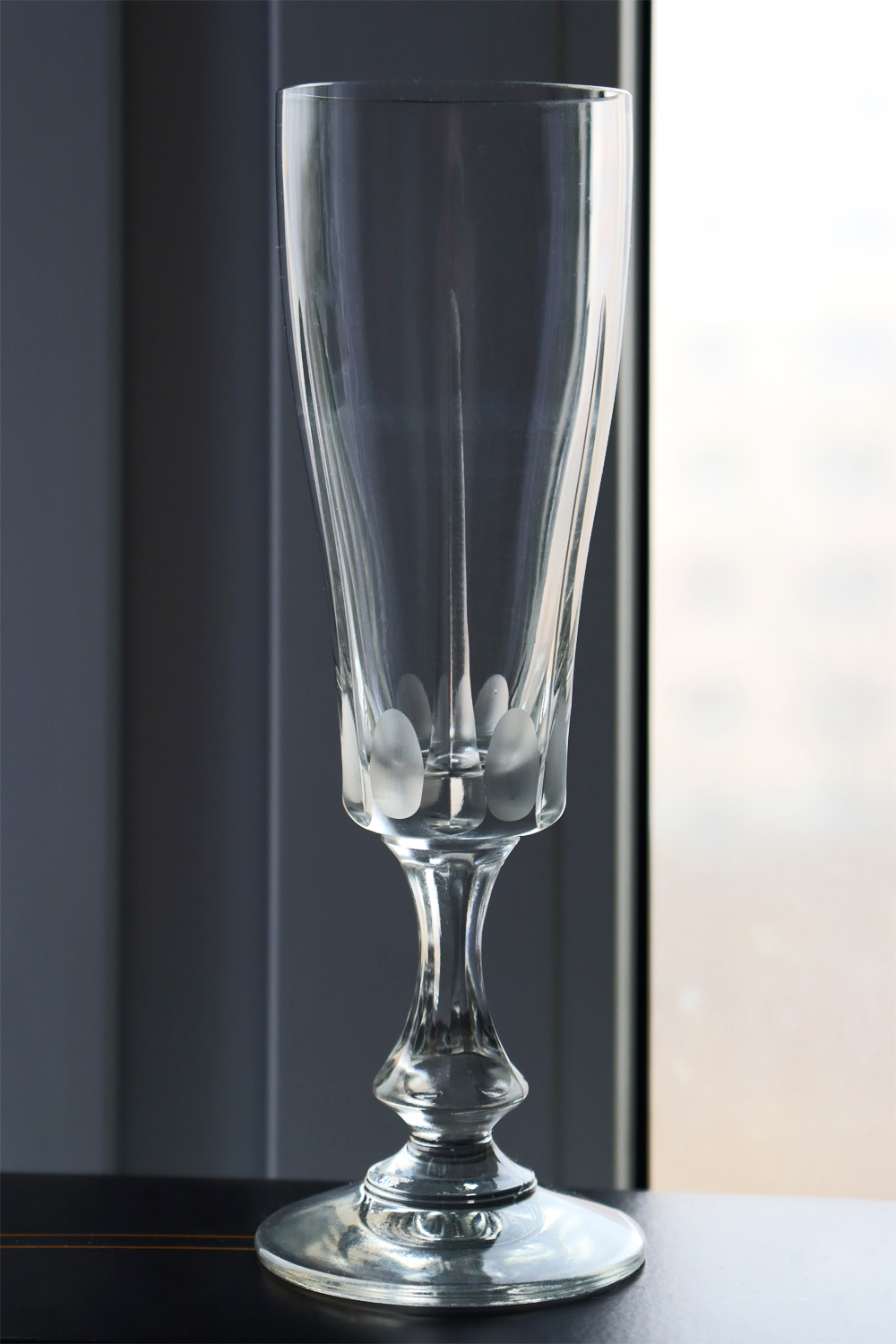
Бокал для шампанского «Лийз» (1986)